# Sphyracephala munroi
Sphyracephala munroi är en tvåvingeart som beskrevs av Charles Howard Curran 1928. Sphyracephala munroi ingår i släktet Sphyracephala och familjen Diopsidae. Inga underarter finns listade i Catalogue of Life.